# New York Film Critics Circle Awards 2014
La 80ª edizione della cerimonia dei New York Film Critics Circle Awards, annunciata il 1º dicembre 2014, si è tenuta il 5 gennaio 2015 ed ha premiato i migliori film usciti nel corso del 2014.

## Vincitori

### Miglior film
- Boyhood, regia di Richard Linklater

### Miglior regista
- Richard Linklater - Boyhood

### Miglior attore protagonista
- Timothy Spall - Turner (Mr. Turner)

### Miglior attrice protagonista
- Marion Cotillard - Due giorni, una notte (Deux jours, une nuit) e C'era una volta a New York (The Immigrant)

### Miglior attore non protagonista
- J. K. Simmons - Whiplash

### Miglior attrice non protagonista
- Patricia Arquette - Boyhood

### Miglior sceneggiatura
- Wes Anderson - Grand Budapest Hotel (The Grand Budapest Hotel)

### Miglior film in lingua straniera
- Ida, regia di Paweł Pawlikowski • Polonia

### Miglior film di saggistica
- Citizenfour, regia di Laura Poitras

### Miglior film d'animazione
- The LEGO Movie, regia di Phil Lord e Christopher Miller

### Miglior fotografia
- Darius Khondji - C'era una volta a New York (The Immigrant)

### Miglior opera prima
- Jennifer Kent - Babadook (The Babadook)

### Menzione speciale
- Adrienne Mancia